# Список умерших в 1812 году
В этой статье представлен список известных людей, умерших в 1812 году.
См. также: Категория:Умершие в 1812 году

## Март
- 4 марта — Иоахим Хрептович (83) — общественный, политический и государственный деятель Великого княжества Литовского, сторонник физиократизма, публицист, поэт, переводчик.
- 19 марта — Камерон, Чарлз (67) — архитектор, работавший в России.

## Апрель
- 20 апреля — Джордж Клинтон (72) — американский государственный и военный деятель, первый избранный губернатор Нью-Йорка, затем Вице-президент США при Томасе Джефферсоне и Джеймсе Мэдисоне.

## Сентябрь
- 26 августа (7 сентября) — Александр Кутайсов (27 или 28) — русский генерал-майор; погиб в Бородинском сражении.
- 26 августа (7 сентября) — Александр Тучков (34) — российский командир, генерал-майор; погиб во время Бородинского сражения.
- 24 сентября — Пётр Багратион (46 или 47) — российский генерал от инфантерии, командующий 2-й русской армией в начале Отечественной войны 1812 года; умер от ранения, полученного во время Бородинского сражения.

## Октябрь
- 15 октября — Павел Энгельгардт — отставной подполковник российской армии.
- 29 октября — Клод-Франсуа Мале (58) — французский военачальник, бригадный генерал, руководитель восстания в Париже против Наполеона I в 1812 году во время отступления Великой армии из России; расстрелян.
- 30 октября — Николай Тучков (47) — генерал-лейтенант российской армии, командир пехотного корпуса; умер от последствий ранения в грудь, полученного в ходе Бородинского сражения.

## Ноябрь
- 7 ноября — Матвей Казаков (73 или 74) — русский архитектор, один из основоположников русской псевдоготики, разработчик проектов типовой застройки.

## Дата неизвестна или требует уточнения
- Яков Шумский (79 или 80) — русский актёр, оперный певец (баритон), комик, один из первых профессиональных артистов на русской сцене.